# Machimoi
Il termine máchimoi (in greco antico: μάχιμοι?, plurale di in greco antico: μάχιμος?, máchimos, lett. "pugnace") si riferisce a un'ampia categoria di soldati di basso rango dell'Antico Egitto, sviluppati durante il Periodo tardo dell'Egitto (664–332 a.C.) e, in modo più marcato, durante la dinastia tolemaica (323–30 a.C.).

## Storia

### Erodoto e imáchimoitardo-egizi
La prima attestazione dei máchimoi è opera di Erodoto che visitò l'Egitto durante la Prima dominazione persiana dell'Egitto, al tempo della XXVII dinastia (525–404 a.C.), ed utilizzo tale termine per indicare una forza bellica generica, facendo di máchimoi qualsiasi "guerriero" o "combattente" egizio. Lo stesso termine fu da Erodoto utilizzato anche per le truppe asiatiche impiegate dai Persiani. Erodoto fornì comunque alcune informazioni sui máchimoi egizi, descrivendoli come una casta chiusa di guerrieri ai quali era proibito praticare altre attività al di fuori del combattimento e ai quali venivano forniti dodici arourai di terra esentasse come ricompensa per i loro servizi. Lo storico distinse due categorie di máchimoi, hermotybies (160.000 in tutto) e kalasiries (250.000 in tutto), distinti in base al distretto, il nòmo, di provenienza.
Sin dal suo Egyptian warriors: the Machimoi of Herodotus and the Ptolemaic Army del 2013, la storica Christelle Fischer-Bovet ha rivisto molti degli assunti tradizionali sui máchimoi basati sulla descrizione di Erodoto, anzitutto evidenziando che gli antichi egizi non utilizzarono mai sistemi di caste che sia il numero totale dei máchimoi sia quello delle terre loro assegnate sono quasi certamente insostenibili. Fischer-Bovet suggerisce che Erodoto involontariamente fuse ufficiali militari professionisti con una milizia composta da gente comune che veniva chiamata alle armi se necessario e attribuì all'intero gruppo uno status élitario non molto diverso da quello degli Spartiati. Fischer-Bovet evidenziò poi discontinuità tra máchimoi tardo-egizi e máchimoi tolemaici: i documenti storici che menzionano máchimoi greci durante il periodo tolemaico dimostrano che non erano esclusivamente nativi egizi come si pensa comunemente, suggerendo che il termine fosse piuttosto un indicatore del loro ruolo militare (ad esempio, i máchimoi epilektoi armati picca o i máchimoi hippeis a cavallo) e/o della quantità di terra ricevuta (un pentarouros, ad esempio, era un máchimos a cui erano stati concessi cinque arourai di terra) e non della loro etnia. A questo proposito, accetta l'idea che i máchimoi fossero il livello più basso della gerarchia militare ma il loro status socio-economico era comunque superiore a quello del contadino medio.
Oltre a Erodoto, anche altri autori greci come Platone e Diodoro Siculo riferiscono che i máchimoi vennero impiegati in numerose battaglie durante il tardo periodo dell'Egitto (664–332 a.C.). A quel tempo, le forze armate dei faraoni erano caratterizzate da una forte presenza di mercenari (per il cui compenso in oro l'Egitto dovette provvedere a dotarsi di una monetazione stabile, cosa prima mai fatta), soprattutto greci provenienti dalle colonie del Mediterraneo orientale, cui i sovrani egizi potevano/dovevano affiancare truppe natie come i máchimoi. Il faraone Aprie (r. 589–570 a.C.), per esempio, inviò i máchimoi contro Cirene, un avamposto greco allora fondato da poco più di 50 anni, proprio perché non si fidava ad inviare mercenari greci contro altri greci, ma i máchimoi, sconfitti dal nemico, proclamarono faraone il generale Amasis e lo sostennero contro Aprie nel 570 a.C. Con la sottomissione dell'Egitto agli Achemenidi, il paese ne divenne una provincia (satrapia), e le sue forze armate, tra cui i máchimoi, divennero rinforzi e strumenti per i piani di egemonia globale del Re dei Re. In questa veste, i máchimoi presero parte alla Seconda guerra greco-persiana (480–479 a.C.) e, nello specifico, alla sconfitta achemenide nella battaglia di Platea che nel 479 a.C. Durante la XXX dinastia (380–343 a.C.), i máchimoi egizi furono invece ampiamente utilizzati contro gli Achemenidi: secondo Diodoro Siculo, il faraone Teos (r. 362–360 a.C.) ne inviò 80.000 nel Vicino Oriente al volgere del suo regno (360 o 358 a.C.), al comando di suo nipote Nakhthorheb (il futuro Nectanebo II, r. 360–343 a.C.), come parte dell'enorme corpo di spedizione, sempre supportato da massicci contingenti di mercenari greci, al comando dello stratego ateniese Cabria, che già in passato aveva servito il trono egiziano, e del re di Sparta Agesilao II (r. 400–360 a.C.). Lo stesso Nectanebo II, usurpatore del trono dello zio, si affidò in seguito ai máchimoi, prima che, con la XXXI dinastia egizia (343–332 a.C.), principiasse la Seconda dominazione persiana dell'Egitto.

### Periodo tolemaico

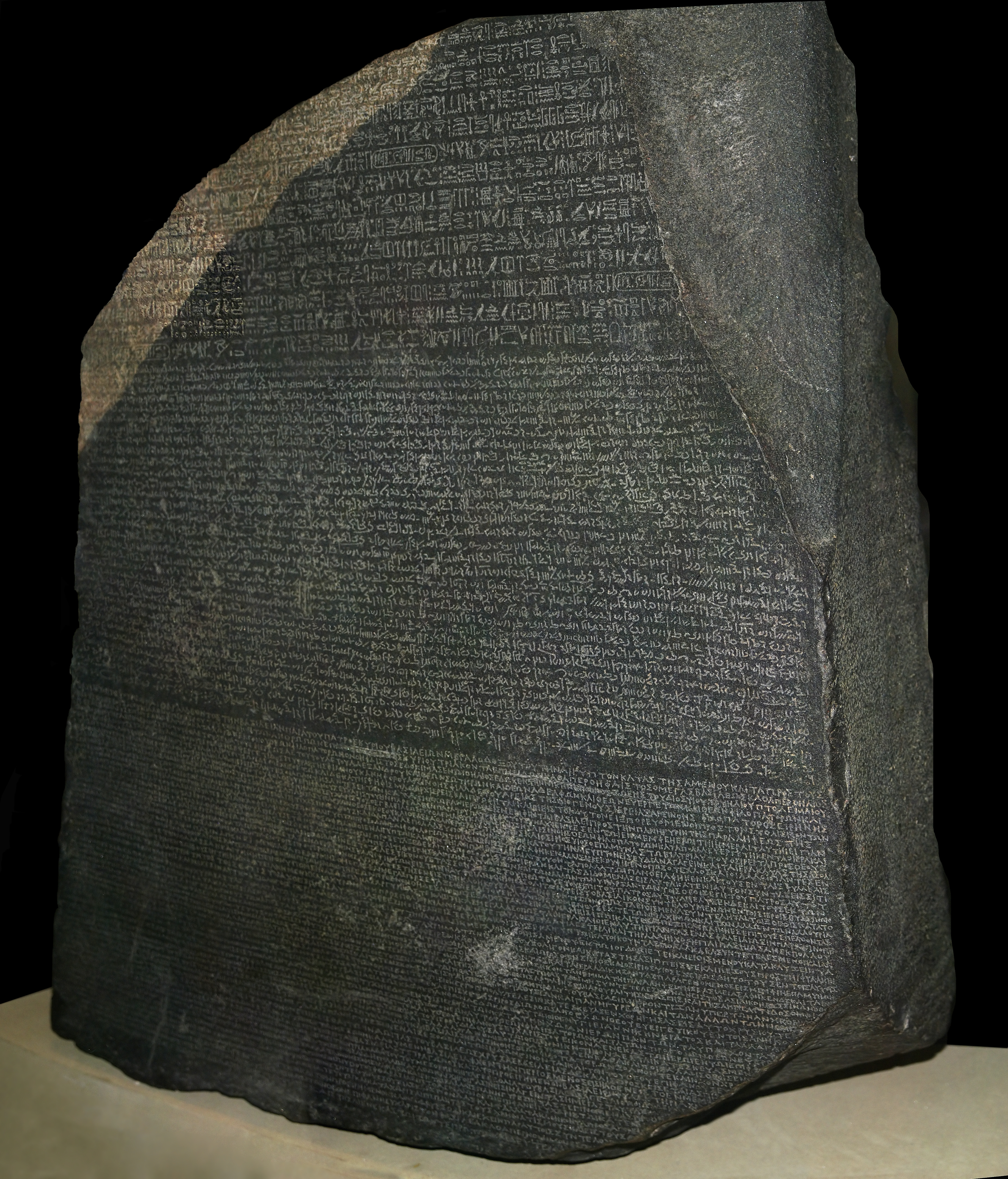
La celebre Stele di Rosetta menziona un'amnistia concessa ad alcuni máchimoi disertori.

I máchimoi erano ancora presenti nell'esercito egizio al tempo della dinastia tolemaica (323–30 a.C.) che svincolò l'Egitto dall'Impero di Alessandro Magno, conquistatore dell'Impero achemenide in generale e dell'Egitto in particolare (322 a.C.). Curiosamente, sotto i Tolomei il nome máchimoi è attestato solo su documenti ufficiali egizi mentre durante i secoli precedenti era menzionato esclusivamente in opere letterarie greche: ad esempio, Diodoro Siculo, che aveva chiamato chiaramente máchimoi i soldati egizi inviati dal faraone Teos con i greci di Cabria ed Agesilao, ma non fa lo stesso con i fanti egizi che combatterono per i Persiani contro Alessandro, né per quelli che vennero arruolati da Alessandro né tanto meno per quelli che combatterono per Tolomeo I (r. 305–282 a.C.) e successori durante le Guerre dei diadochi.
La prima menzione dei máchimoi nei documenti tolemaici, nel 261 a.C., sotto Tolomeo II Filadelfo (r. 282–246 a.C.), li descrive come guardie, in linea con altri documenti nei quali il corpo è descritto come impegnato o in compiti di guardia o squisitamente militari. Il documento più famoso che li menziona è certamente la Stele di Rosetta (testo greco, riga 19) realizzata nel 196 a.C. sotto Tolomeo V Epifane (r. 204–180 a.C.) ove si menziona un'amnistia per alcuni máchimoi disertori.
La maggior parte degli studiosi, partendo dagli assunti erodotiani confutati da Fischer-Bovet , considera i máchimoi  come successori diretti delle loro controparti tardo egizie: una casta di guerrieri indigeni di basso rango, concessionari di terra, che con il passare del tempo assunsero ruoli sempre più importanti accanto ai greco-macedoni dell'esercito tolemaico ed esercitarono una crescente pressione sociale sui Tolomei declinatasi attraverso varie ribellioni e rivolte.

## Tattica e armamento
Erodoto ci descrisse l'armamento degli egizi al seguito di Serse, tra cui i machimoi, come composto da elmo di tessuto intrecciato, scudo concavo con ampi bordi, picche nautiche e scuri da battaglia, spesso integrati con un corazza toracica ed un coltellaccio monofilare tipo machaira. Non a caso, Erodoto descrisse gli egizi presenti a Platea come machairophoroi, lett. "portatori di coltello [sciabola]".
Polibio parla di máchimoi nella Battaglia di Rafah (217 a.C.), da lui celebrata come lo scontro in cui fu impiegato il maggio numero di elefanti da guerra. Considerando che Polibio parla di forze falangite miste, greco-macedoni tanto quanto egizie (al comando queste ultime di Andromaco di Aspendo), a Rafah, se ne desumerebbe che i máchimoi tolemaici erano stati addestrati e, conseguentemente, armati per combattere schierati in falange su modello macedone.
Nell'insieme, quindi, parrebbe evidente che la presenza di mercenari greci in Egitto, già prima della dominazione tolemaica, avesse diffuso anche tra le truppe indigene dei faraoni tanto l'uso di schieramenti tattici (premesso che comunque uno schieramento della fanteria in ranghi simil-falangiti era già in uso durante il Nuovo Regno) quanto di armi similari a quelle dei greci.

### Fonti
- (GRC) Diodoro Siculo, Bibliotheca historica, I secolo a.C..
- (GRC) Erodoto, Storie, 440–429 a.C..
- (GRC) Polibio, Storie, II secolo a.C..

### Studi
- (EN) Christelle Fischer-Bovet, Army and Society in Ptolemaic Egypt, Cambridge University Press, 2014, ISBN 9781107007758.
- (EN) Christelle Fischer-Bovet, Egyptian warriors: the Machimoi of Herodotus and the Ptolemaic Army, in The Classical Quarterly, vol. 63, n. 1, 2013,  pp. 209-236, DOI:10.1017/S000983881200064X.
- Nicolas Grimal, Storia dell'antico Egitto, 9ª ed., Roma-Bari, Biblioteca Storica Laterza, 2011, ISBN 978-88-420-5651-5.
- (EN) Nick Sekunda, Seleucid and Ptolemaic Reformed Armies 168-145 BC, 2. The Ptolemaic Army, Montvert Publications, 1995, ISBN 1874101035.